# Darcy Rodrigues
Darcy Rodrigues (Avaí, 19 de novembro de 1941 – Bauru, 20 de maio de 2022) foi um militar brasileiro. Cursou a Escola de Sargentos e Armas (ESA) e em 1962 assumiu o posto de sargento no Quartel de Quitaúna em Osasco/SP. Com uma formação política previamente constituída dentro da juventude do Partido Comunista Brasileiro (PCB), ingressou na carreira militar e foi membro do insurgente Clube dos Sargentos. Após o golpe de 1964, optou pelo movimento de resistência armada através da Vanguarda Popular Revolucionária (VPR) ao lado de Carlos Lamarca. Foi preso em 1963 e 1964, em cárceres diversos. Em 1970, em condição de clandestinidade, foi novamente preso pela equipe da OBAN no campo de treinamento no Vale do Ribeira. Foi solto com mais 40 companheiros, em acordo de troca pela liberdade do embaixador alemão sequestrado pela VPR. Exilou-se em Cuba até 1980 e ao regressar, assumiu cargos públicos na Prefeitura de Bauru, no interior de São Paulo. 

## Carreira
Quando sargento do Exército, teve participação conjunta com o capitão Carlos Lamarca contra a Ditadura Militar em movimentos revolucionários. Foi um guerrilheiro e membro do Vanguarda Popular Revolucionária (VPR). Darcy Rodrigues e Lamarca são os principais atores da fuga do Quartel de Quitaúna. Junto com eles, desertaram o cabo José Mariane e o soldado Carlos Zanirato. No fim da tarde do dia 24 de janeiro de 1969, os militares deixaram o 4º Regimento de Infantaria de Quitaúna, no município de Osasco, na Grande São Paulo, para se tornarem guerrilheiros, ingressando na VPR. Segundo o próprio Darcy, o grupo retirou algumas armas do quartel antes da saída do Exército para poder suportar o combate. 
Militou ao lado de Lamarca durante anos, sendo preso e torturado no Vale do Ribeira. Foi solto como troca no sequestro que seu grupo fez de um embaixador.
Foi com sua mulher Rosalina, sua filha mais velha Dora e seu filho mais novo Darcy para Cuba, onde ficou até 1980.

## Morte
Darcy Rodrigues morreu, aos 80 anos, na manhã do dia 20 de maio de 2022, em Bauru, interior de São Paulo. 